# Markiny
Markiny (deutsch Markienen) ist ein Ort in der polnischen Woiwodschaft Ermland-Masuren. Er gehört zur Gmina Bartoszyce (Landgemeinde Bartenstein) im Powiat Bartoszycki (Kreis Bartenstein (Ostpr.)).

## Geographische Lage
Markiny liegt in der nördlichen Mitte der Woiwodschaft Ermland-Masuren, 25 Kilometer südwestlich der einstigen und heute auf russischem Hoheitsgebiet gelegenen Kreisstadt Friedland i. Ostpr. (russisch Prawdinsk) bzw. fünf Kilometer nordwestlich der heutigen Kreismetropole Bartoszyce (Bartenstein) im Powiat Bartoszycki (Kreis Bartenstein).

## Geschichte

### Ortsgeschichte
1423 wurde Mergune (nach 1429 Merkynen, nach 1570 Marckiehnen, nach 1774 Markiehnen und nach 1871 Markienen genannt) erstmals offiziell erwähnt. Der Ort wurde geprägt von einem großen Gut mit entsprechend ansehnlichem Park.
Im Jahre 1874 wurde Markienen Amtsdorf und damit namensgebend für einen Amtsbezirk im ostpreußischen Kreis Friedland (ab 1927: Kreis Bartenstein). 1910 zählte Markienen 97 Einwohner.
Am 30. September 1928 schlossen sich die Landgemeinden Groß Kärthen (polnisch Kiertyny Wielkie) und Klein Kärthen (Kiertyny Małe) sowie die Gutsbezirke Markienen und Paulienen (Pawłówka) zur neuen Landgemeinde Markienen zusammen. Wenige Monate später wurde der Amtsbezirk Markienen aufgelöst und die noch verbliebenen Dörfer Łojdy (polnisch Loyden) und Markienen in den Nachbaramtsbezirk Liekeim (polnisch Nalikajmy) umgegliedert.
Im Jahre 1933 zählte Markienen mit Paulienen insgesamt 452 Einwohner. Am 1. Januar 1937 schließlich wurde Markienen aus dem Amtsbezirk Liekeim in den Amtsbezirk Spittehnen umgegliedert. Die Einwohnerzahl Markienens belief sich 1939 auf 434.

### Amtsbezirk Markienen (1874–1929)
Zum Amtsbezirk Markienen gehörten anfangs fünf Orte, am Ende waren es trotz und gerade wegen struktureller Veränderungen noch zwei:
| Deutscher Name                                             | Polnischer Name | Anmerkungen |
| ---------------------------------------------------------- | --------------- | --- |
| Glommen (GB)                                               | Głomno          | 1928 nach Kromargen im Amtsbezirk Beisleiden eingegliedert                                                          |
| Glomno (LG)                                                |                 | 1883 in den Gutsbezirk Glommen eingegliedert                                                                        |
| Klein Kärthen                                              | Kiertyny Małe   | 1928 nach Markienen eingemeindet                                                                                    |
| Loyden                                                     | Łojdy           | 1929 in den Amtsbezirk Liekeim, 1937 in den Amtsbezirk Spittehnen umgegliedert                                      |
| Markienen                                                  | Markiny         | 1928 in den Amtsbezirk Liekeim, 1937 in den Amtsbezirk Spittehnen umgegliedert                                      |
| vor 1883: Keegels (= Kissitten, Anteil Kr. Friedland)      | Stożek          | vor 1883 zu Kissitten, Amtsbezirk Beisleiden, zugehörig, ab 1928 nach Kromargen, Amtsbezirk Beisleiden, umgemeindet |
| vor 1908: Karolinenhof (= Kissitten, Anteil Kr. Friedland) | Karolewko       | vor 1908 zu Kissitten, Amtsbezirk Beisleiden, zugehörig, ab 1928 nach Legden, Amtsbezirk Beisleiden, umgemeindet    |
| 1909: Paulienen                                            | Pawłówka        | vor 1909 zum Amtsbezirk Albrechtsdorf, Kreis Preußisch Eylau zugehörig; 1928 nach Markienen eingemeindet            |

## Kirche
Bis 1945 war Markienen in die evangelische Kirche St. Johann in Bartenstein (polnisch Bartoszyce) in der Kirchenprovinz Ostpreußen der Kirche der Altpreußischen Union, außerdem in die römisch-katholische Kirche St. Bruno der Stadt im damaligen Bistum Ermland eingepfarrt.
Heute gehört Markiny katholischerseits weiterhin zu Bartoszyce, nun dem Erzbistum Ermland zugeordnet, evangelischerseits auch zur dortigen Kirchengemeinde, die nun aber eine Filialgemeinde der St.-Johannes-Kirche Kętrzyn (Rastenburg) in der Diözese Masuren der Evangelisch-Augsburgischen Kirche in Polen ist.

## Verkehr
Markiny liegt westlich der polnischen Landesstraße 51 (ehemalige deutsche Reichsstraße 128) an einer parallel verlaufenden Nebenstraße, die einerseits Spytajny (Spittehnen) mit Łojdy (Loyden), andererseits Groß Wolla (1938 bis 1945 Großwalldorf, polnisch Wola) mit Wysieka (Schonklitten) verbindet.
Eine Anbindung an den Bahnverkehr besteht nicht.

## Persönlichkeit des Ortes
- Friedrich von Berg (* 20. November 1866 auf Gut Markienen), preußisch-deutscher Offizier, Beamter, Politiker sowie Vertrauter und Berater des Kaisers († 1939)